# Springfield (Nebraska)
Springfield è una città della contea di Sarpy, Nebraska, Stati Uniti. La popolazione era di 1.529 abitanti al censimento del 2010.

## Geografia fisica
Secondo lo United States Census Bureau, ha un'area totale di 0,69 mi² (1,79 km²).

## Storia
Springfield fu pianificata nel 1873 da un veterano della guerra civile americana di nome J. D. Sprearman. Ciò è stato fatto in previsione dell'arrivo della Missouri Pacific Railroad. La città prende il nome da diverse sorgenti nelle vicinanze.

## Società

### Evoluzione demografica
Secondo il censimento del 2010, la popolazione era di 1.529 abitanti.

### Etnie e minoranze straniere
Secondo il censimento del 2010, la composizione etnica della città era formata dal 95,8% di bianchi, lo 0,7% di afroamericani, lo 0,1% di nativi americani, lo 0,2% di asiatici, lo 0,0% di oceanici, lo 0,5% di altre razze, e il 2,7% di due o più etnie. Ispanici o latinos di qualunque razza erano l'1,8% della popolazione.

## Cultura

### Musica
Il brano musicale Yoü and I di Lady Gaga è stato girato a Springfield tra il 21 e 24 luglio 2011.